# Francisco Fernández Villegas
Francisco Fernández Villegas, conocido también por su pseudónimo Zeda (Murcia, 1856-Madrid, 1916), fue un periodista, crítico teatral y escritor español.

## Biografía
De familia castellana, se trasladó a Salamanca durante su infancia y allí empezó y concluyó la carrera de Filosofía y Letras, tras la cual fundó un colegio con el moderno sistema pedagógico de Friedrich Fröbel, que fue uno de los primeros en introducir en España. 
Mudó su residencia a Madrid y se doctoró, consagrándose al periodismo en La Monarquía y su sucesora La Libertad. Después ingresó en La Época, donde destacó como agudo crítico teatral y literario con el pseudónimo "Zeda"; en esta publicación permaneció hasta su mismo fallecimiento, aunque también ejerció la crítica en El Imparcial y colaboró esporádicamente en Vida Nueva y otras publicaciones, por ejemplo en La Ilustración Española y Americana, donde al menos publicó el cuento "Un caso de conciencia".
Al mismo tiempo inició una carrera literaria que le llevó a publicar novelas, cuentos, comedias y adaptaciones o refundiciones de piezas de nuestro teatro clásico (por ejemplo, en 1909, realizó la primera versión moderna de La Celestina, luego publicada en Francia en medio de la Guerra Civil, o Reinar después de morir, de Luis Vélez de Guevara). Realizó asimismo traducciones y adaptaciones de otras obras más modernas, por ejemplo de Un enemigo del pueblo, de Henrik Ibsen, que quedó manuscrita, o la sí representada El honor, del dramaturgo del naturalismo Hermann Sudermann, bajo el título de El bajo y el principal.
En cuanto a su obra propia fueron muy alabadas sus novelas (La fábrica alcanzó tres ediciones) y cultivó también el género del libro de viajes y el cuadro de costumbres. Pueden destacarse Salamanca por dentro; Por los Pirineos (artículos de viaje); La novela de la vida, Desamor, La Fábrica, La Alquería, Tobi, Día de prueba y Sin Rumbo.
A mitad de camino entre la generación del 68 y la generación del 98, reflejó en sus escritos la profunda crisis de fin de siglo: «Aquí ya no hay entusiasmo, ni energía, ni patriotismo, ni nada». En su honor, una calle de Salamanca lleva su nombre.
Fue padre de la actriz Amparo Fernández Villegas. Falleció en Madrid el 15 de noviembre de 1916.

## Obras

### Teatro
- Una víctima de la Internacional: juguete cómico en verso Salamanca: Imprenta de Oliva y Hermano, 1872.
- La alquería
- Con Vicente Colorado y Martínez, Día de prueba, drama en tres actos original y en verso Madrid: Estab. tip. de A. Avrial, 1894.
- Sin rumbo
- ¡Un momento de locura! Juguete en un acto y en verso. Salamanca: Impr. de Oliva y Hermano, 1871.
- El envidioso. Comedia en un acto y en verso, dividida en dos cuadros, para ser representada por niños..., Madrid, Oficina tipográfica del Hospicio, 1863.
- La Celestina: tragicomedia de Calisto y Melibea, Lagny: impr. E. Grévin et fils / París: Viuda de Ch. Bouret, 1938, adaptación de La Celestina de Fernando de Rojas estrenada con el título de Calisto y Melibea en 1909.
- Reinar después de morir, Madrid, 1902 y Madrid: M. Núñez Samper, 1919, adaptación de la obra homónima de Luis Vélez de Guevara.
- El bajo y el principal..., Madrid [Impr. Caños] 1897. adaptación de Die Ehre ("El honor"), de Hermann Sudermann.
- Un enemigo del pueblo: comedia en tres actos y en prosa, traducción manuscrita de Henrik Ibsen

### Narrativa

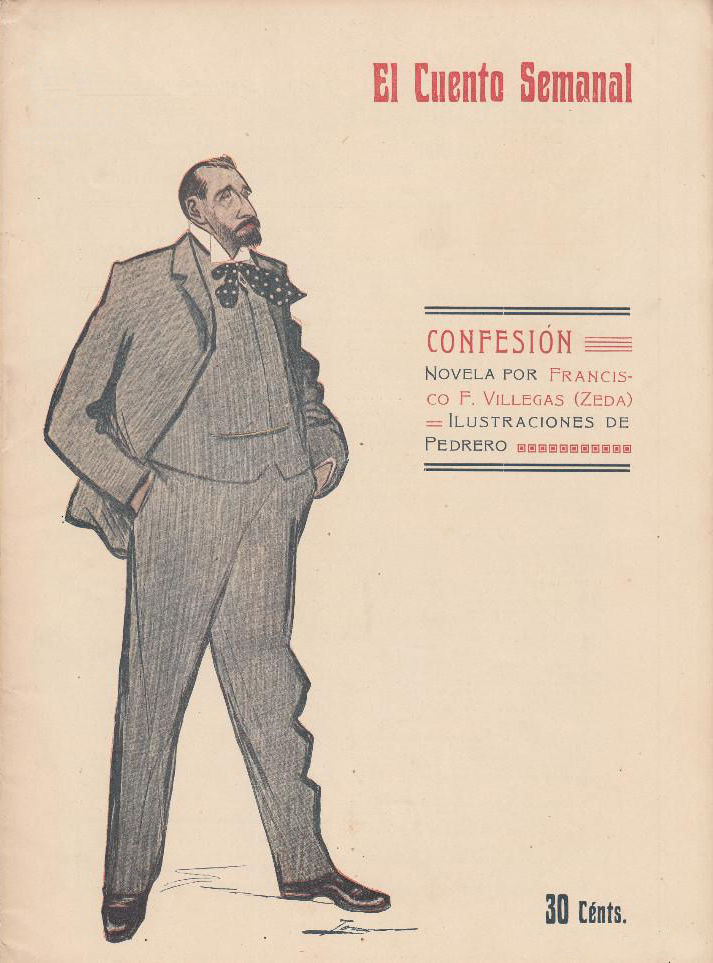
Zeda caricaturizado por Tovar en la portada de uno de los números de la colección El Cuento Semanal (1907).

- La Novela de la Vida. Cartas vulgares. Rincones de Madrid. Narraciones, Madrid: Imprenta de los hijos de M. G. Hernández, 1901.
- La fábrica, Madrid, 1908; 2.ª ed. 1920; 3.ª Madrid: Prensa Moderna, 1930.
- Confesión: novela por Francisco F. Villegas (Zeda), Madrid: El Cuento Semanal, 1907.
- Rosario: novela de Francisco F. Villegas (Zeda), Madrid: Los Contemporáneos, 1909.
- Desamor: novela original, Madrid: [Patronato Social de Buenas Lecturas], [194-?]
- El castillo feudal, Madrid, 1914.

### Otras obras
- Salamanca por dentro, Salamanca, E. Hermanos, 1889.
- La Cartuja del Paular. Madrid / Buenos Aires: Renacimiento, 1915.
- Discurso leído en la solemne apertura del curso de 1886 a 1887 de la Escuela de N. y B. A. de San Eloy. Salamanca: Escuela de Nobles y Bellas Artes de San Eloy / Imp. de Vicente Oliva, 1886.
- Por los Pirineos (notas de viaje) [S.l.] [s.n.] 1898
- Ed. de El espíritu subterráneo, de Fedor Dostoevski, Madrid: [M. Romero], 1900.
- Ed. de El crimen y el castigo de Dostoievski, Madrid: Antonio Marzo, 1901.